# Algirdas Genevičius
Algirdas Genevičius (* 21. Juni 1952 in Dovainonys, Rajongemeinde Kaišiadorys) ist ein litauischer Politiker und war von 2014 bis 2016 Vizeminister der Umwelt.

## Leben
Bis 1967 lernte er in der 8-jährigen Schule Dovainonys bei Kaišiadorys. Von 1967 bis 1970 absolvierte er die Technikschule Kaunas und 1991 das Diplomstudium der Wirtschaft an der Vilniaus universitetas. Ab 1992 war er Inhaber und Direktor des Bauunternehmens UAB „Laigirda“.  Im Jahre 2012 kandidierte er für die Wahl zum litauischen Parlament, der Seimas, als Vertreter von Lazdynai. Er bekam nur 799 Stimmen und erreichte damit kaum 3 % der Wählerstimmen. Vom August 2014 bis Dezember 2016 war er stellvertretender Umweltminister Litauens und damit Stellvertreter von Kęstutis Trečiokas im Kabinett Butkevičius.

## Familie
Genevičius ist geschieden und hat einen Sohn.
Er ist Mitglied der Partei Tvarka ir teisingumas.